# Торо рудохвостий
То́ро рудохвостий (Phyllastrephus fischeri) — вид горобцеподібних птахів родини бюльбюлевих (Pycnonotidae). Мешкає в Східній Африці.

## Поширення і екологія
Рудохвості торо мешкають на узбережжі Сомалі, Кенії, Танзанії і Мозамбіку. Вони живуть в рівнинних тропічних лісах і сухих саванах.